# 张迎祥
张迎祥（1928年—），中华人民共和国男性政治人物，籍贯湖南省涟源市，中国共产党党籍。曾任中共新余市委书记等职务。

## 生平
张迎祥生于今湖南省涟源市七星街镇虎溪村，曾在湖南省建国中学就读，中共占领湖南後，他在安化县三区人民政府工作，直到1952年前往南昌大学就读，毕业后获分配进入江西省荣誉军人学校工作，1955年进入政坛，先后在中共清江县委、宜春地委组织部任职，而在文化大革命期间，他曾遭到监禁，直到1968年获释，此后曾在江西省宜春中學、宜春地区农业局等地担任公职。
1981年3月，张迎祥出任中共分宜县委书记，1983年7月，新余市成立并开始管辖分宜县，他随即出任新成立的新余市第一任市委书记:76，直到1989年离任。1995年，退休，之后他一直住在新余市内。